# Huff-Daland XHB-1
El Huff-Daland XHB-1 "Cyclops" fue un prototipo estadounidense de bombardero pesado de los años 20 del siglo XX, diseñado y construido por la compañía Huff-Daland.

## Diseño y desarrollo
El XHB-1 fue diseñado como una versión alargada del anterior LB-1, equipado con un único motor Packard 2A-2540 de 750 hp montado en el morro. Tenía cuatro tripulantes y llevaba una carga de bombas de 1814,4 kg (4000 libras). El Ejército decidió no ordenar la producción del Cyclops al haber concluido que los aviones monomotores no eran fiables para la tarea.
Una versión bimotora fue desarrollada como el XB-1 Super Cyclops.

## Operadores
Estados Unidos
- Cuerpo Aéreo del Ejército de los Estados Unidos

## Especificaciones (XHB-1)
Referencia datos: nationalmuseum

### Características generales
- Tripulación: Cuatro (piloto, copiloto, artillero trasero, navegador/artillero ventral)
- Longitud: 18,2 m (59,6 ft)
- Envergadura: 25,8 m (84,6 ft)
- Altura: 5,2 m (17,2 ft)
- Peso cargado: 7636 kg (16 829,7 lb)
- Planta motriz: 1× motor lineal V12 refrigerado por líquido Packard 2A-2540.
  - Potencia: 560 kW (772 HP; 762 CV)

### Rendimiento
- Velocidad máxima operativa (Vno): 175 km/h (109 MPH; 94 kt)

## Aeronaves relacionadas

### Desarrollos relacionados
- Huff-Daland XB-1

### Secuencias de designación
- Secuencia HB-_ (Bombarderos Pesados del USAAC, 1924-1926): HB-1 - HB-2 - HB-3